# Magdeburg (Schiff, 1958)
Die Magdeburg war ein Stückgutfrachter der Deutschen Seereederei (DSR), der am 27. Oktober 1964 in der Themsemündung mit dem japanischen Frachter Yamashiro Maru kollidierte und daraufhin kenterte.

## Geschichte

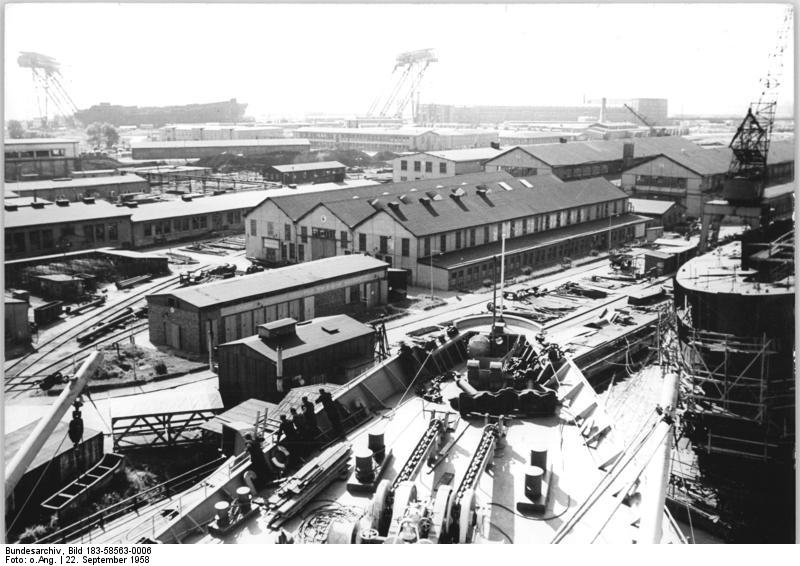
Warnow-Werft: Blick auf die Back der Magdeburg

Gebaut wurde die Magdeburg 1957/58 in der DDR auf der Warnow-Werft in Warnemünde. Der Stapellauf fand am 22. Dezember 1957 statt, und am 31. Oktober 1958 wurde das unter der Baunummer 307 entstandene Schiff an die Reederei VEB Deutsche Seereederei (DSR) in Rostock übergeben und in Dienst gestellt. Sie war das siebte von 15 Typ-IV-Serienschiffen. Schon im Verlauf der Jungfernreise nach Asien und zurück kam es zu einigen Havarien, nach denen unter anderem die dänische Werft Burmeister & Wain in Kopenhagen angesteuert werden musste.
Während der zweiten Reise von Antwerpen nach Shanghai und zurück wurden bei der Durchquerung der Sundastraße zwischen den indonesischen Inseln Sumatra und Java zu Testzwecken Telefonate nach Hause über Norddeich Radio geführt. Es gab immer wieder Berichte über technische Probleme, die sich aus der Maschinenkonfiguration ergaben. Am 23. Dezember 1960 ging ein Matrose über Bord und ertrank. Im Oktober 1964 kam es auf der Themse durch einen Ausweichfehler der japanischen MS YAMASHIRO MARU zur Kollision beider Schiffe.

### Die Kollision

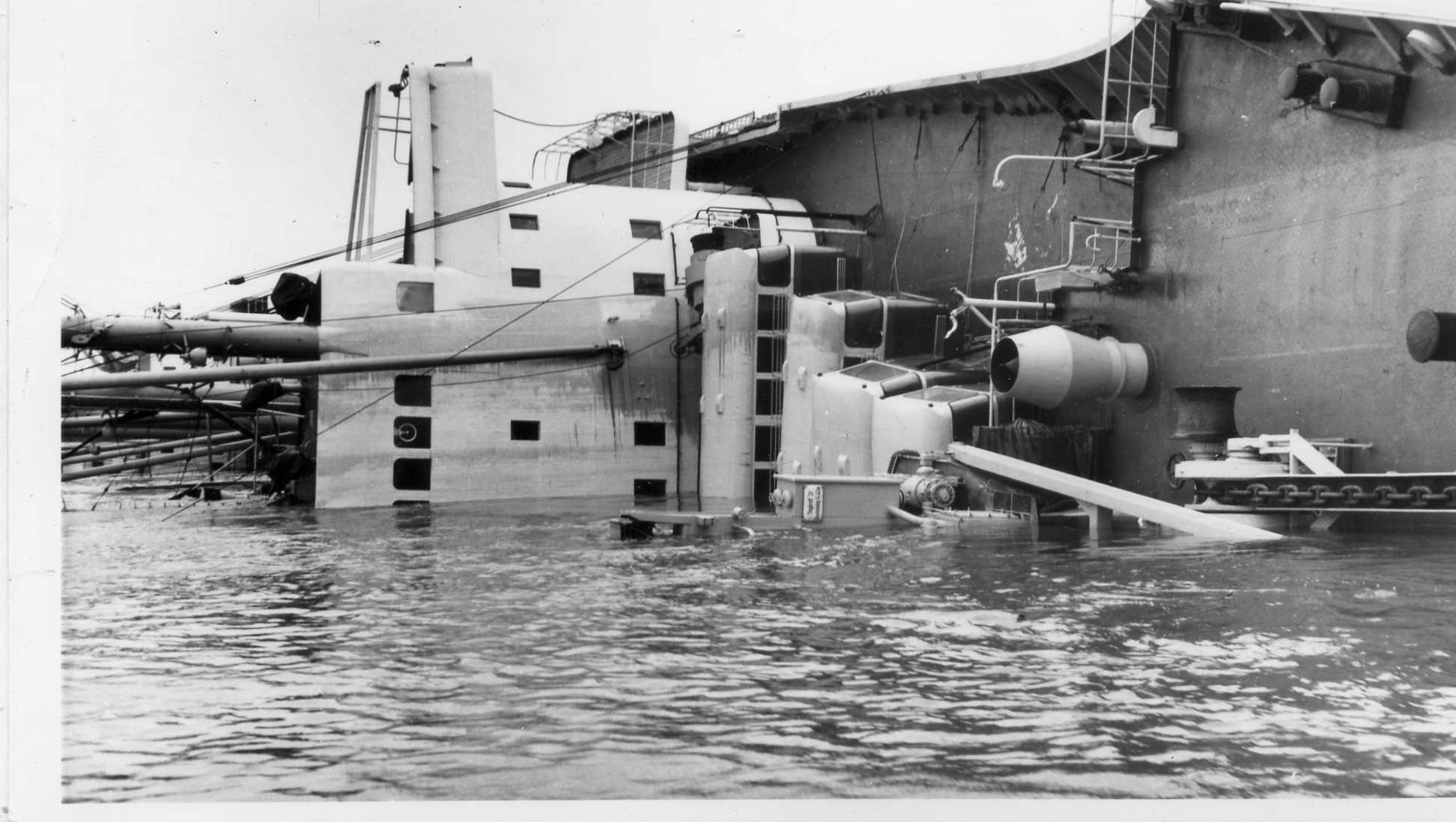
Wrack der Magdeburg

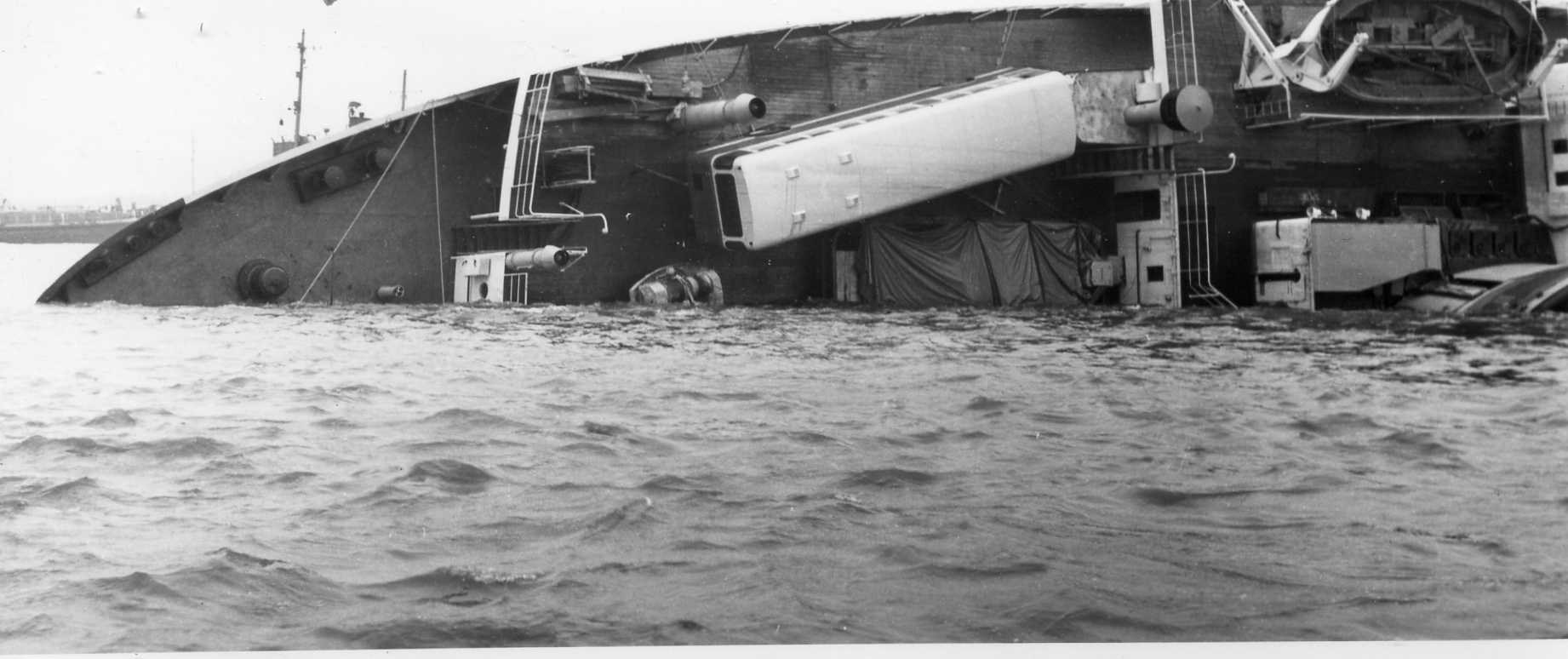
Wrack der Magdeburg

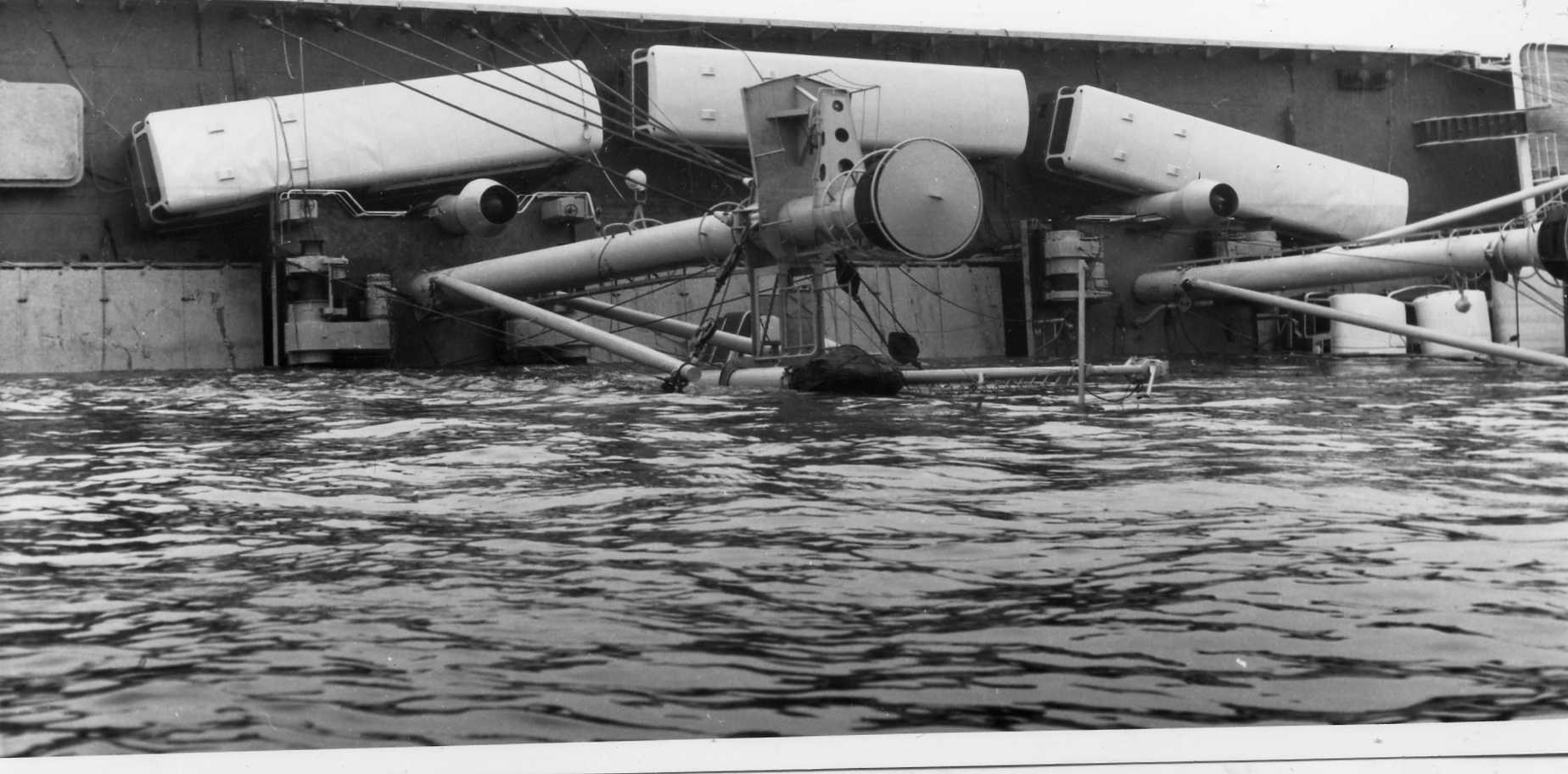
Wrack der Magdeburg

Am Morgen des 27. Oktober 1964 befand sich die Magdeburg unter dem Kommando von Kapitän Artur Maul, später langjähriger Generaldirektor des Kombinates Seeverkehr und Hafenwirtschaft (KSH), auf der Ausreise in der Themsemündung. Im Londoner Stadtteil Dagenham hatte das Schiff zuvor am Williams Wharf 42 für die kubanische Hauptstadt Havanna bestimmte Omnibusse der Marke Leyland an Bord genommen. 19 Busse wurden in den Luken gestaut, der Rest an Deck. Die Magdeburg legte gegen 0:30 Uhr ab. Nebelfahrt war angeordnet, denn es herrschte leichter Nebel bei einer Sichtweite von etwa einer Seemeile, die sich um 1:23 Uhr auf zwei Seemeilen verbessert hatte. Daher schlug der Lotse vor, auf volle Fahrt zu gehen, was einer Geschwindigkeit von etwa zehn Knoten entsprach. Um 1:36 Uhr wurde das Leuchtfeuer Broadness Point passiert. Das Ruder wurde auf Empfehlung des Lotsen auf Steuerbord 10° gelegt, um dem Fahrwasserbogen um Broadness zu folgen. Ungefähr zu diesem Zeitpunkt kam der entgegenkommende spätere Kollisionsgegner, die Yamashiro Maru, in Sicht, deren Lichter nach Backbord auswanderten. Um ein ungehindertes Passieren des südlich stehenden japanischen Schiffs an Backbord zu ermöglichen, wurde das Ruder der Magdeburg auf Steuerbord 20° gelegt und dazu ein kurzer Ton mit dem Typhon gegeben, um die Kursänderung anzukündigen. Die Yamashiro Maru ihrerseits leitete immer noch kein Steuerbord-Manöver ein, um dem Fahrwasser um Broadness zu folgen. Auf der Magdeburg wurde nun das Ruder auf Steuerbord 30° gelegt. Bei einer Entfernung von etwa zwei Kabellängen wurde die Kollisionsgefahr auf der Magdeburg erkannt, und als Manöver des letzten Augenblicks wurden die Maschinen auf Zurück Volle Fahrt beordert und das Ruder auf mittschiffs gelegt. Um 1:40 Uhr lief die Yamashiro Maru in spitzem Winkel in die Steuerbordseite der Magdeburg und traf diese in Höhe des Brückenaufbaus.
Nachdem sich die Schiffe wieder voneinander gelöst hatten, bekam die Magdeburg schnell Schlagseite und drohte zu sinken. Unmittelbar nach der Kollision wurde die Lotsenstation im Hafen Gravesend informiert und Schlepper zur Unterstützung angefordert. Gegen 3:10 Uhr verließ die Besatzung das Schiff und wurde von einem bereitliegenden Schlepper übernommen. Es gelang noch, das Schiff in den flacheren Uferbereich zu manövrieren. Dort kenterte es schließlich, sank jedoch nicht vollständig.

### Nach der Kollision
1965 gelang es der Cuxhavener Firma Harms Bergung, die Magdeburg aufzurichten und in ein Trockendock in Tilbury zu bringen. Das beschädigte Schiff wurde an eine griechische Reederei verkauft, und am 13. Dezember 1965 verließ die provisorisch reparierte Magdeburg London im Schlepp. Am 17. Dezember 1965 sprang das Schiff im Sturm leck und sank etwa 20 Seemeilen von Brest entfernt auf der Position 48° 13′ N, 5° 10′ W.

### Untersuchung und Spruch der Seekammer
Die Seekammer der DDR untersuchte den Fall über ein Jahr lang. Am 25. April 1966 verkündete sie ihren Spruch, in dem sie unter anderem feststellte, dass die Schiffsleitung der Yamashiro Maru durch das Befahren der falschen Fahrwasserseite gegen Artikel 25 der Kollisionsverhütungsregeln in der Fassung von 1960, der mit den Schifffahrtsvorschriften für die Themse übereinstimmt, verstoßen hatte. Dieser Port of London Act verlange besondere Vorsicht beim Passieren von Schiffen und sei seitens der Yamashiro Maru nicht beachtet worden. Weiterhin wurde befunden, dass die Yamashiro Maru auf der falschen Fahrwasserseite fuhr und Kursänderungssignale gegeben habe, die sie in der Folge nicht ausführte. Dies erweckte falsche Vorstellungen bei der Schiffsleitung der Magdeburg, die die Gefahr des Zusammenstoßes daher nicht früher erkennen konnte. Kapitän und Wachoffizier traf laut dem Seekammerspruch „kein Verschulden an diesem Seeunfall“.

### Erbeutung der Chiffrierunterlagen des Motorschiffes
Froschmänner des britischen Geheimdienstes sollen nach Strandung der Magdeburg in den britischen Hoheitsgewässern Chiffrierunterlagen vom Schiff gestohlen haben, um aufgefangene chiffrierte Funksprüche im Nachhinein noch zu entschlüsseln.

### Gerücht um eine Versenkung durch die CIA
Etwa zehn Jahre nach der Kollision, im Frühjahr 1975, wurde in einem Artikel in der Zeitung The Washington Post über Vorgänge innerhalb des US-Geheimdienstes CIA berichtet. Es wurden Indizien dafür genannt, dass die Kollision von der CIA vorbereitet worden sei, um das Exportgeschäft im Wert von 12 Mio. USD zu verhindern und so das Wirtschaftsembargo der USA gegen Kuba durchzusetzen.